# الشبل (الرقة)
الشبل قرية سورية تتبع ناحية عين عيسى في منطقة تل أبيض في محافظة الرقة. بلغ عدد سكانها 560 نسمة في عام 2004 حسب إحصاء المكتب المركزي للإحصاء.